# 佐賀市立野球場
佐賀市立野球場（さがしりつやきゅうじょう）は、佐賀県佐賀市にある野球場。愛称 佐賀ブルースタジアム。施設は佐賀市が所有し、佐賀市スポーツ協会が指定管理者として運営管理を行っている。

## 歴史
佐賀市中心部には1959年（昭和34年）に開場した佐賀球場があったが、老朽化が著しく、また施設そのものが狭隘であることなどから、市街地西部に新たな市営の野球場が建設された。1999年（平成11年）に改修された際、愛称「ブルースタジアム」が付与された。開場以来、主に高校野球などアマチュア野球公式戦を中心に使用されている。但し収容人員が2,400人と少ないため、県内のプロ野球公式戦は佐賀県立森林公園野球場（みどりの森県営球場）で開催されている。

## 施設概要
- グラウンド面積：12,613m2
- 両翼：93m、中堅：120m
- 内野：クレー、外野：天然芝（ティフトン芝）
- 照明設備：なし
- スコアボード：磁気反転（得点盤。選手表示は不可で、打順ランプとボールカウンターのみ設置）
- 収容人員：2,400人

## 交通
- 佐賀駅バスセンター（JR佐賀駅前）4番のりばから市営バス「（11）佐大前経由 相応・くぼた特産物直売所」行で「ブルースタジアム前」下車すぐ